# Nils van der Poel
Nils Göran van der Poel (Trollhättan, 25 de abril de 1996) es un deportista sueco que compite en patinaje de velocidad sobre hielo.
Participó en dos Juegos Olímpicos de Invierno, en los años 2018 y 2022, obteniendo dos medallas de oro en Pekín 2022, en las pruebas de 5000 m y 10 000 m.
Ganó una medalla de oro en el Campeonato Mundial de Patinaje de Velocidad sobre Hielo de 2022 y dos medallas de oro en el Campeonato Mundial de Patinaje de Velocidad sobre Hielo en Distancia Individual de 2021.

## Palmarés internacional
| Juegos Olímpicos                           | Juegos Olímpicos          | Juegos Olímpicos | Juegos Olímpicos      |
| Año                                        | Lugar                     | Medalla          | Prueba                |
| ------------------------------------------ | ------------------------- | ---------------- | --------------------- |
| 2022                                       | Pekín (China)             | Medalla de oro   | 5000 m                |
| 2022                                       | Pekín (China)             | Medalla de oro   | 10 000 m              |
| Campeonato Mundial                         |                           |                  |                       |
| Año                                        | Lugar                     | Medalla          | Prueba                |
| 2022                                       | Hamar (Noruega)           | Medalla de oro   | Clasificación general |
| Campeonato Mundial en Distancia Individual |                           |                  |                       |
| Año                                        | Lugar                     | Medalla          | Prueba                |
| 2021                                       | Heerenveen (Países Bajos) | Medalla de oro   | 5000 m                |
| 2021                                       | Heerenveen (Países Bajos) | Medalla de oro   | 10 000 m              |